# Eponymous
Eponymous je prvním „best of“ albem vydaným kapelou R.E.M. a zároveň posledním albem vydaným touto kapelou u I.R.S. Records, neboť všechna následující alba vyšla u Warner Bros. Records.
Na albu Eponymous jsou obsaženy skladby z období od vydání Chronic Town EP až po album Document, tedy z celého raného období kapely. Součástí alba jsou také remixy některých známých písní.
Album bylo vydáno v říjnu 1988, jen měsíc před vydáním očekávaného alba Green, debutového alba kapely u Warner Bros. Records. Na americkém žebříčku se Eponymous umístilo na 44. a na britském na 69. místě.

## Seznam skladeb
Autory jsou Bill Berry, Peter Buck, Mike Mills a Michael Stipe.
1. "Radio Free Europe" – 3:47
  - První singl R.E.M.
2. "Gardening at Night" – 3:30
  - Remix písně z Chronic Town EP
3. "Talk About the Passion" – 3:20
4. "So. Central Rain (I'm Sorry)„ – 3:15
5. “(Don't Go Back To) Rockville" – 4:32
6. "Cant Get There from Here" – 3:39
7. "Driver 8" – 3:23
8. "Romance" – 3:25
  - Původně představeno ve filmu z roku 1987 Made In Heaven
9. "Fall on Me" – 2:50
10. "The One I Love" – 3:16
11. "Finest Worksong" – 3:50
  - Remix písně z alba Document
12. "It's the End of the World as We Know It (and I Feel Fine)" – 4:05